# Csicsery-Rónay István (író)
Csicsery-Rónay István (Budapest, 1917. december 13. – Budapest, 2011. április 22.) magyar író, könyvkiadó, könyvtáros, politikus (FKGP).

## Életpályája
Szülei Csicsery-Rónay István és Flesch Mária. A Magyar Kegyestanítórend Budapesti Gimnáziumában érettségizett 1935-ben. 1935–1940 között a Pázmány Péter Tudományegyetem jog- és államtudományi karán tanult. 1937–1939 között a bécsi Konzuli Akadémia diákja. 1939–1943 között a József Nádor Műszaki és Gazdaságtudományi Egyetem mezőgazdaság-tudományi szakán tanult. 1954–1957 között a washingtoni Katolikus Egyetem könyvtár szakos hallgatója volt.
1943–1947 között a Teleki Pál Munkaközösség ügyvezető alelnöke. 1944-ben a Magyar Függetlenségi Mozgalom politikai bizottsági tagja, valamint az Eb ura fakó című illegális lap szerkesztője és a Rákóczi partizánszázad parancsnok-helyettese. 1944–1948 között külügyminisztériumi titkárként dolgozott. 1945–1947 között a Független Kisgazdapárt külügyi osztályvezetője, de összeesküvés vádjával 8 hónapra letartóztatták. 
1947–1949 között Ausztriában, Svájcban, majd Franciaországban, 1949–1990 között pedig az USA-ban élt. 1949–1956 között a Szabad Európa Bizottság politikai elemzőjeként dolgozott. 1951–1964 között a Hírünk a világban című folyóirat és Bibliográfia című mellékletének kiadója volt. 1956–1979 között a Maryland Egyetem könyvtárosa. 1953-tól a washingtoni Occidental Press könyvkiadó tulajdonosa. 1983-tól a Democracy International főtitkára. 1985–1989 között a New York-i Bartók Béla Alapítvány főtitkáraként dolgozott. 
1990-ben hazatelepült. 1990-től a Zichy Mihály Alapítvány elnöke. 1990–1993 között a Teleki Pál Munkaközösség Alapítvány alelnöke. 1996-tól a Veress Sándor Társaság alelnöke.

## Magánélete
1945–1996 között Tariska Erzsébet volt a felesége. Két gyermekük született; Erzsébet (1946) és István (1950).

## Művei

### 1989-ig
- Russian Cultural Penetration in Hungary; New York, 1950
- Russian cultural penetration in Hungary; 3. jav. kiad.; Research and Publication Service Hungarian Section, New York, 1952
- Száműzöttek naptára; szerk. Csicsery-Rónay István; Occidental Press, Washington, 1954
- A Critical Study of Hungarica in Some Basic Reference Tools (disszertáció); Catholic University of America, Washington, 1957
- Költők forradalma. Antológia 1953–1956; szerk. és bev. Csicsery-Rónay István; Occidental Press, Washington, 1957
- The first book of Hungary; Watts, New York, 1967
- Saláta Kálmán. Történelmi dokumentumdráma; Occidental Press, Washington, 1984
- Magyarország 1945–1947. Két cikk; Occidental Press, Washington, 1984
- Emigrációban. Csicsery-Rónay István írásaiból; Washington, Occidental Press, 1988
- Csalog Zsolt: M. Lajos, 42 éves / Lajos M., aged 42; angolra ford. Csicsery-Rónay István, Agi Clark; Maecenas, Bp., 1989
- Saláta Kálmán: Fejezetek a Független Kisgazda Párt 1945-ös küzdelméből; sajtó alá rend., bev. Csicsery-Rónay István; Occidental Press, Washington, 1989

### 1990-től
- Zichy Mihály Emlékmúzeum, Zala / Musée Commémoratif Mihály Zichy (katalógus); Zichy Mihály Alapítvány, Zala, 1992
- Teleki Pál és kora. A Teleki Pál emlékév előadásai; szerk. Csicsery-Rónay István, Vigh Károly; Occidental Press, Bp., 1992
- Nagy Ferenc miniszterelnök. Visszaemlékezések, tanulmányok, cikkek; összeáll., bev. Csicsery-Rónay István; Ezerkilencszáznegyvenöt Alapítvány–Occidental Press, Bp., 1995
- Koncepciós per a Független Kisgazdapárt szétzúzására, 1947. Tanulmány és válogatott dokumentumok; vál., jegyz. Cserenyey Géza, Csicsery-Rónay István, Palasik Mária; 1956-os Intézet, Bp., 1998 (Adalékok az újabbkori magyar történelemhez, 1.)
- A modern magyar demokrácia alapja, 1945–1947; Occidental Press, Bp., 2000 (Csillagos órák, sorsfordító magyarok, 1.)
- Teleki Pál; Occidental Press, Bp., 2000 (Csillagos órák, sorsfordító magyarok, 2.)
- Magyarország, az Európai Unió és a NATO; Occidental Press–Századvég, Bp., 2000 (Csillagos órák, sorsfordító magyarok, 3-4.)
- Zichy Mihály; szerk. Róka Enikő, Csicsery-Rónay István; Occidental Press, Bp., 2001
- A harmadik magyar történelmi emigráció; Occidental Press–Századvég, 2001 (Csillagos órák, sorsfordító magyarok, 5.)
- Magyarország a második világháborúban; Occidental Press–Századvég, 2001 (Csillagos órák, sorsfordító magyarok, 6-7.)
- Hám Tibor írásaiból; szerk. Csicsery-Rónay István; Occidental Press–Századvég, Bp., 2001 (Csillagos órák, sorsfordító magyarok, 8.)
- Szombathelyi Ferenc; szerk. Csicsery-Rónay István; Occidental Press–Századvég, Bp., 2002 (Csillagos órák, sorsfordító magyarok, 9–10.)
- Kitekintés: mi történt a világban?; Occidental Press–Századvég, Bp., 2002 (Csillagos órák, sorsfordító magyarok, 11–12.)
- A demokrácia fellegvárának építői. Csicsery-Rónay István, Horváth János, Török Bálint írásaiból; Századvég, Bp., 2002
- Első életem; Századvég, Bp., 2002
- Illyés Gyula, 1. r.; Occidental Press, Bp., 2003 (Csillagos órák, sorsfordító magyarok, 13.)
- Nagy Ferenc: 5 millió magyar a Golgotán. Beszédek, írások, gondolatok; szerk., bev. Csicsery-Rónay István; Occidental Press, Bp., 2003 (Csillagos órák, sorsfordító magyarok, 14–15.)
- "Szobor vagyok, de fáj minden tagom!". Fehér könyv a Teleki szoborról; szerk. Bakos István, Csicsery-Rónay István; Occidental Press, Bp., 2004
- Saláta Kálmán az ifjú szürkeeminenciás. Fejezetek a Független Kisgazda Párt 1945-ös küzdelméből; Occidental Press, Bp., 2004 (Csillagos órák, sorsfordító magyarok, 16.)
- A történelem szolgálatában. Tanulmányok, cikkek, beszédek; Occidental Press, Bp., 2005 (Csillagos órák, sorsfordító magyarok, 17–18.)
- Csicsery-Rónay István–Cserenyey Géza: Koncepciós per, 1947; Occidental Press, Bp., 2006 (Csillagos órák, sorsfordító magyarok, 19-20.)
- Ők mertek magyarok lenni. Három történelmi dráma. Teleki. Amikor ránktörtek az alvilág démonai. Két győzelmes esztendő; Occidental Press, Bp., 2008
- Otthon a világban. Jelen a történelemben. Huszadik századi miniatűrök; előszó Hubay Miklós; Gondolat, Bp., 2009

## Díjai
- American Council of Learned Societies díja (1961, 1962)
- Joseph Pulitzer-emlékdíj (1992)
- A Magyar Köztársasági Érdemrend tisztikeresztje (1993)
- Nagy Imre-emlékplakett (1994)
- Bethlen Gábor-díj (2002)[2]
- A Magyar Művészeti Akadémia Aranyérme (2006)
- Köztársasági Aranyérem (2010)